# Viktor Polášek
Viktor Polášek, né le 18 juillet 1997 à Nové Město na Moravě, est un sauteur à ski tchèque.

## Carrière
Viktor Polášek, représentant le club de ski de Nové Město na Moravě, apparaît sur la scène internationale en 2013 sur la Coupe FIS.
Il expérimente sa première compétition de niveau mondial à l'occasion des Championnats du monde 2015, où il est onzième au concours par équipes mixtes. La même année, pour ses premiers Championnats du monde junior, il est huitième du concours individuel à Astana.
Après une cinquième place en Coupe FIS et une participation en Couoe continentale, il s'élance pour la première fois dans la Coupe du monde en janvier 2015 à Sapporo, sans marquer de points. Il retourne à ce niveau en 2017, où son meilleur résultat est une 18e place à Zakopane. Il devient champion du monde junior au site olympique de Salt Lake City, avant d'être sélectionné pour les Championnats du monde à Lahti, où il est notamment 25e au grand tremplin. En janvier 2017, il a aussi gagné sa première manche dans la Coupe continentale à Titisee-Neustadt.
En 2018, il est dans l'équipe tchèque pour les Jeux olympiques de Pyeongchang, se classant deux fois 44e.
Pour entamer la saison 2018-2019 de Coupe du monde, il prend la douzième place à Wisła, soit sa meilleure marque jusque là.
Il devient champion de République tchèque en 2019.

## Palmarès

### Jeux olympiques
| Épreuve / Édition | Épreuve / Édition | Pyeongchang 2018 |
| Petit tremplin    | Petit tremplin    | 44e              |
| Grand tremplin    | Grand tremplin    | 44e              |
| Par équipes       | Par équipes       | 10e              |

### Championnats du monde
| Épreuve / Édition | Épreuve / Édition | Falun 2015 | Lahti 2017 | Seefeld 2019 |
| Petit tremplin    | Petit tremplin    | -          | 31e        | 38e          |
| Grand tremplin    | Grand tremplin    | -          | 25e        | 25e          |
| Par équipes       | Mixtes (PT)       | 11e        | -          | 9e           |
| Par équipes       | Grand tremplin    | -          | 7e         | 8e           |

Légende : PT = petit tremplin

### Coupe du monde
- Meilleur classement général : 42e en 2019.
- Meilleur résultat individuel : 12e.

#### Différents classements en Coupe du monde
| Année     | Classement général final |
| 2016-2017 | 47e                      |
| 2018-2019 | 42e                      |
| 2019-2020 | 53e                      |
| 2020-2021 | 69e                      |

### Championnats du monde junior
- Médaille d'or en individuel en 2017 à Park City.

### Coupe continentale
- 3 podiums, dont 1 victoire.